# Milan Hoek
Milan Hoek (Zwanenburg, 8 september 1991) is een Nederlandse voetballer.
Hoek maakt sinds het seizoen 2011/12 deel uit van de selectie van AZ en speelde in zijn jeugd voor AFC '34 en AZ. In het seizoen 2010/11 werd Hoek uitgeleend aan Telstar, waarmee AZ een samenwerkingsverband heeft. Hoek maakte op 19 november 2010 zijn debuut voor Telstar in de met 2-4 gewonnen wedstrijd uit tegen Fortuna Sittard. Hij speelde dat seizoen 12 wedstrijden voor Telstar in de Eerste divisie en één in het KNVB bekertoernooi. In de zomer van 2011 tekende Hoek een contract voor één jaar bij AZ.

## Statistieken
| Seizoen | Club    | Land      | Competitie     | Wedstrijden | Doelpunten |
| ------- | ------- | --------- | -------------- | ----------- | ---------- |
| 2010/11 | Telstar | Nederland | Eerste divisie | 12          | 1          |
| 2011/12 | AZ      | Nederland | Eredivisie     | 0           | 0          |
| 2012/13 | AZ      | Nederland | Eredivisie     | 0           | 0          |
| Totaal  |         |           |                | 12          | 1          |